# Jack Savoretti
Giovanni "Jack" Savoretti, född 10 oktober 1983 i Westminster, är en engelsk sångare. Han har hittills släppt sex studioalbum: Between the Minds (2007), Harder Than Easy (2009), Before the Storm (2012), Written in Scars (2015), Sleep No More (2016) och Singing to Strangers (2019).
Jacks far härstammar från Italien, hans mor från Tyskland och Polen. Han växte upp i London, och flyttade till Lugano i Schweiz. Flytten i unga år ledde till hans dialekt som han själv kallar transatlantisk blandras.